# 皮什瓦
皮什瓦（波斯語：يشوا）是伊朗的城市，位於該國北部瓦拉明以東，由德黑蘭省負責管轄，海拔高度916米，2006年人口41,480，居民主要是信奉遜尼派的波斯人。